# ريتشارد جويس
ريتشارد جويس (بالإنجليزية: Richard Joyce)‏ هو فيلسوف نيوزلندي، ولد في يوليو 1966 في New Forest District ‏ في المملكة المتحدة.